# ویکتوار د لا موزیک
ویکتوار دُ لا موزیک (فرانسوی: Victoires de la Musique‎؛ فرانسوی: [viktwar də la myzik]) که در لغت به‌معنای «کامیابی‌های موسیقی» یا «موفقیت‌های موسیقی» است، نام یک جایزهٔ مشهور موسیقی است که به‌طور سالیانه توسط «وزارت فرهنگ فرانسه» به موفقیت‌های چشمگیر و دستاوردهای ارزندهٔ صنعت موسیقی اهدا می‌شود. این جایزهٔ، دو زیرگروه دیگر برای موسیقی کلاسیک و جاز دارد که به ترتیب «ویکتوار دُ لا موزیک کلاسیک» و «ویکتوار دُ جاز» نامیده می‌شوند.
در مراسم سالیانه اهدای این جایزه، هنرمندان برجسته‌ای به اجرای برنامه می‌پردازند و مخاطبان فراوانی نیز، جشن اعطای جوایز را از طریق تلویزیون مشاهده می‌کنند. این جایزهٔ، معادل فرانسوی جایزه گرمی و جایزه بریت است و یکی از جوایز اصلی و مهم کشور فرانسه در کنار جایزه مولیر (برای تئاتر و نمایش) و جایزه سزار (برای فیلم) به‌شمار می‌رود.

## برخی از برندگان
باربارا پراوی
ماکسیم لو فورستیه
آیا ناکامورا
ژاک دوترون
ونسا پارادی (بیشترین بُرد) 
جین برکین
کلارا لوسیانی